# Boucau
Boucau (en euskera: Bokale, es una localidad y comuna francesa situada en el departamento de Pirineos Atlánticos, en la región de Aquitania. Boucau se encuentra en la comarca del Bajo Adur y su lengua tradicional es el gascón. También se considera perteneciente al territorio histórico vascofrancés de Labort, siendo su exónimo en euskera Bokale.
El topónimo Boucau proviene del antiguo gascón "Boucaou", que significa desembocadura. La razón es que se encuentra en el punto donde las aguas del río Adur se vierten en el Océano Atlántico (Golfo de Vizcaya), lugar acondicionado por una obra de 1578 que terminó con el antiguo delta del río que alcanzaba las comunas Capbreton y Vieux-Boucau-les-Bains.
Limita al norte y al este con Tarnos (Landas), que en su origen era un barrio de esta localidad, al sur con Bayona y al oeste con el río Adur que lo separa de Anglet y del mar .

## Historia
Tras la construcción en 1855 de una estación de ferrocarril en la línea Burdeos-Bayona, Napoleón III, mediante un decreto del 14 de septiembre de 1857, ordenó la creación de la comuna administrativa de Boucau que agruparía 2 de los barrios de Tarnos: el barrio bajo (Boucau) y el barrio alto (Romatet).
Como resultado del establecimiento de la vía ferroviaria y la mejora en los accesos portuarios, Boucau aprovechó su proximidad con la frontera española y las minas de mineral de hierro de Vizcaya para su desarrollo demográfico y económico, en particular tras la instalación del complejo metalúrgico de la empresa Forges de l’Adour en 1881 que se especializó en la producción de raíles y perfiles para las vías férreas hasta su declive y cierre en 1965.

## Demografía
| Gráfica de evolución demográfica de Boucau entre 1901 y 2012 |
|                                                              |

Fuentes: Ldh/EHESS/Cassini e INSEE.

## Localidades hermanadas
- Montilla ( España)